# فوكوري
فوكوري هي قرية تقع في إقليم ياش في رومانيا وبلغ عدد سكانها 6,134 في عام 2002م.